# Anders Sandberg (datavetare)

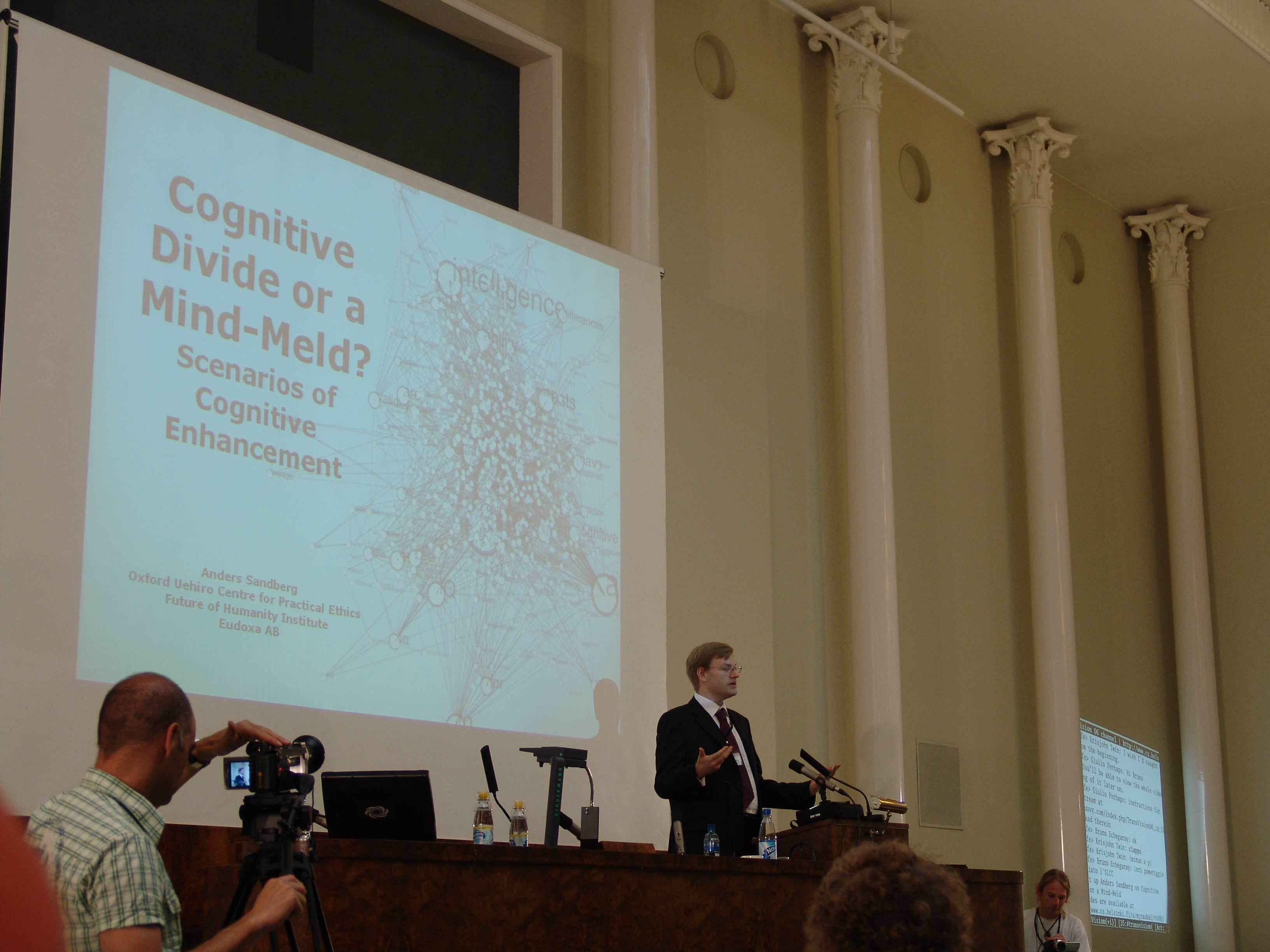
Anders Sandberg

Anders Sandberg, född 11 juli 1972, är en svensk forskare och debattör.
Sandberg är transhumanist och forskar, skriver och debatterar om transhumanism och angränsande ämnen.
Han har en doktorsexamen från Stockholms universitet i datavetenskap. Sandberg var en av grundarna av tankesmedjan Eudoxa. Han är sedan tidigt 2000-tal verksam vid Future of Humanity Institute, ett tvärvetenskapligt forskningsinstitut vid Oxfords universitet.
Anders Sandberg är uppvuxen i Solna kommun utanför Stockholm.